# F. League 2015-2016
La F. League 2015-2016 è stata la 9ª edizione della massima divisione giapponese di calcio a 5. La stagione regolare ha preso avvio il 2 maggio 2015 e si è conclusa il 20 dicembre gennaio 2016, prolungandosi fino al 9 gennaio con la disputa delle partite di spareggio.

## Squadre partecipanti
| Squadre           | Città/Prefettura    | Palazzetto                          | Anno di fondazione |
| ----------------- | ------------------- | ----------------------------------- | ------------------ |
| Espolada Hokkaido | Sapporo, Hokkaidō   | Hokkaido Prefectural Sports Center  | 2008               |
| Bardral Urayasu   | Urayasu, Chiba      | Urayasu General Gymnasium           | 1998               |
| Fuchū Athletic    | Fuchū, Tokyo        | Fuchu Sports Center                 | 2000               |
| Pescadola Machida | Machida, Tokyo      | Machida Municipal General Gymnasium | 1999               |
| Shonan Bellmare   | Hiratsuka, Kanagawa | Odawara Arena                       | 2007               |
| Agleymina         | Hamamatsu, Shizuoka | Hamamatsu Arena                     | 1996               |
| Nagoya Oceans     | Nagoya, Aichi       | Taiyo Yakuhin Ocean Arena           | 2006               |
| Shriker Osaka     | Osaka, Osaka        | Osaka Municipal Central Gymnasium   | 2002               |
| Deução Kobe       | Kōbe, Hyogo         | Kobe Green Arena                    | 1993               |
| Vasagey Oita      | Ōita, Ōita          | Oozu Sports Park                    | 2003               |
| Vos Cuore         | Sendai              | Sendai City Gymnasium               | 2012               |
| Fugador Sumida    | Tokyo               | Sumida City Gymnasium               | 2001               |

## Stagione regolare

### Classifica
|  | Pos. | Squadra           | Pt | G  | V  | N | P  | GF  | GS  | DR  |
|  | ---- | ----------------- | -- | -- | -- | - | -- | --- | --- | --- |
|  | 1.   | Nagoya Oceans     | 83 | 33 | 27 | 2 | 4  | 143 | 72  | +71 |
|  | 2.   | Pescadola Machida | 70 | 33 | 22 | 4 | 7  | 104 | 65  | +39 |
|  | 3.   | Fugador Sumida    | 62 | 33 | 20 | 2 | 11 | 116 | 88  | +27 |
|  | 4.   | Shriker Osaka     | 59 | 33 | 20 | 5 | 8  | 116 | 78  | +38 |
|  | 5.   | Fuchū Athletic    | 57 | 33 | 18 | 3 | 12 | 112 | 86  | +26 |
|  | 6.   | Espolada Hokkaido | 54 | 33 | 16 | 6 | 11 | 96  | 84  | +12 |
|  | 7.   | Vasagey Oita      | 52 | 33 | 15 | 7 | 11 | 87  | 84  | +3  |
|  | 8.   | Bardral Urayasu   | 49 | 33 | 15 | 4 | 14 | 101 | 98  | +3  |
|  | 9.   | Deução Kobe       | 29 | 33 | 8  | 5 | 20 | 76  | 105 | −29 |
|  | 10.  | Shonan Bellmare   | 29 | 33 | 9  | 2 | 22 | 74  | 114 | −40 |
|  | 11.  | Agleymina         | 16 | 33 | 5  | 1 | 27 | 63  | 134 | −71 |
|  | 12.  | Vos Cuore         | 14 | 33 | 4  | 2 | 27 | 43  | 118 | −75 |

### Verdetti
- Nagoya Oceans campione del Giappone 2015-2016 e qualificata all'AFC Futsal Club Championship 2016.

## Play-off

### Primo turno
Al primo turno dei play-off sono qualificate tutte le società giunte dal secondo al quinto posto, in caso di parità si qualifica la miglior classificata al termine della stagione regolare.
| Squadra 1         | Risultato | Squadra 2      |
| ----------------- | --------- | -------------- |
| Pescadola Machida | -         | Fuchū Athletic |
| Fugador Sumida    | -         | Shriker Osaka  |

### Secondo turno
Al secondo turno dei play-off sono qualificate le due società vincenti del turno precedente, in caso di parità si qualifica la miglior classificata al termine della stagione regolare.
| Squadra 1      | Risultato | Squadra 2     |
| -------------- | --------- | ------------- |
| Fuchū Athletic | -         | Shriker Osaka |

### Finale
Alla finale sono qualificate la vincitrice della stagione regolare e quella del secondo turno, in caso di parità al termine delle due gare vince la prima classificata.
| Squadra 1      | Totale | Squadra 2     | Andata | Ritorno |
| -------------- | ------ | ------------- | ------ | ------- |
| Fuchū Athletic | -      | Nagoya Oceans | -      | -       |